# IV. Mieszko lengyel fejedelem
IV. Mieszko, más néven Görbelábú Mieszko (lengyelül: Mieszko IV Plątonogi (Raciborski); 1132 körül – 1211. május 16.) lengyel fejedelem. 1163-tól formálisan Szilézia társuralkodója, 1173-tól racibórzi fejedelem, 1177-től bytomi és oświęcimi, 1202-től opolei, 1210-től krakkói fejedelem.

## Élete és tevékenysége
Mieszko Száműzött Ulászló és Babenberg Ágnes osztrák őrgrófnő második fia volt. Nevét nagybátyja, Öreg Mieszko fejedelem után kapta. Születésének időpontja ismeretlen, a különböző történészek a dátumot 1131 és 1146 közé teszik.
Amikor apjával együtt száműzték, idejének legnagyobb részét a Hohenstaufok szászországi nemzetségi birtokán, Altenburgban töltötte. A Bamberg közelében fekvő Michaelsberg kolostori iskolájában is nevelkedett. Lengyelországba valószínűleg 1163-ban tért vissza testvérével, I. (Magas) Boleszláv későbbi sziléziai fejedelemmel, miután I. Frigyes német-római császár beavatkozott a lengyel belpolitikába és visszaadta Sziléziát, apja, Száműzött Ulászló országrészét. Nagybátyja, Göndörhajú Boleszláv azonban továbbra is megszállva tartotta embereivel Szilézia legfontosabb városait, melyeket testvérével katonai erővel kellett visszaszerezniük 1166-ban.

### Racibórzi fejedelem

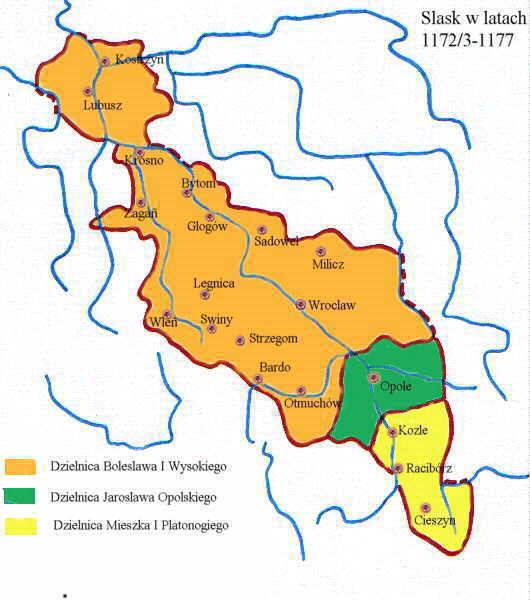
Raciborzi fejedelemség I. Mieszko alatt 1173-1177 között (sárga)

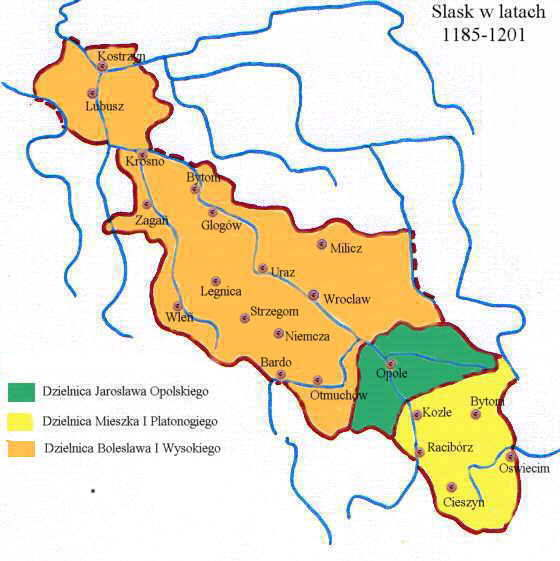
Raciborzi fejedelemség I. Mieszko alatt 1177-1202 között (sárga)

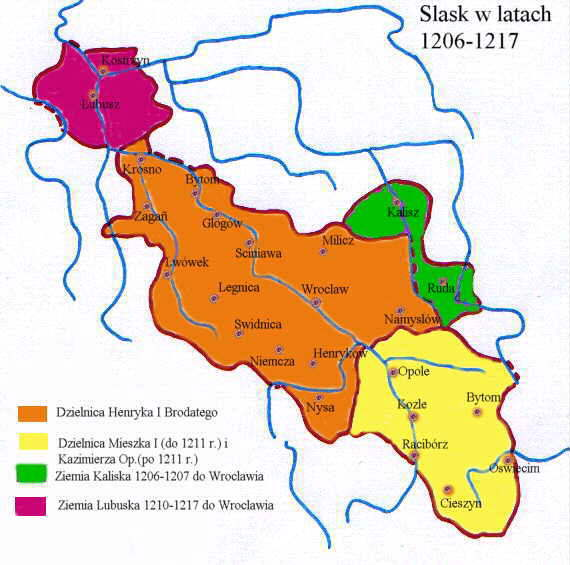
Raciborzi fejedelemség I. Mieszko alatt 1202-1211 között (sárga)

Kezdetben testvérével együtt uralkodtak az országrészen, de az együttműködésük nem volt nagyon sikeres, főleg amiatt, hogy Mieszko véleménye szerint kis részt kapott kormányzásból. 1172-ben Mieszko fegyveres akciót kezdett saját országrész szerzése céljából. A lázadás remekül sikerült, különösen, mivel a kalandhoz csatlakozott Opolei Jaroszláv wroclawi fejedelem is, és Magas Boleszláv kénytelen volt német földre menekülni. A császár ismételt beavatkozása azonban arra szorította a lázadókat, hogy tárgyalásokat kezdjenek bátyjukkal és apjukkal, melynek eredményeképpen kompromisszum született: Boleszláv visszatért Sziléziába, de Mieszkónak és Opolei Jaroszlávnak ki kellett adnia a cieszyni és racibórzi vármegyéket. Mieszko egyik első tevékenysége uralkodóként az volt, hogy feleséget keresett magának, aki a cseh Přemysl-dinasztiából származó Ludmilla lett.

### Bytom és Oświęcim
1177-ben a racibórzi fejedelem segítséget nyújtott III. Mieszko azon törekvéséhez, hogy megszerezze a szeniorátust azzal, hogy megtámadta Magas Boleszlávot, aki a krakkói trón egyik követelője volt. A vállalkozás ezúttal is kitűnően sikerült, de Boleszláv hirtelen megjelent Krakkóban és azzal a kérelemmel fordult az új uralkodóhoz, II. Igazságos Kázmérhoz, hogy avatkozzon közbe. A megdöbbent szenior racibórzi száműzetésben találta magát és egyszerre úgy tetszett, hogy a Mieszko és Igazságos Kázmér közötti háború csak idő kérdése lesz. A krakkói uralkodó azonban más utat választott: hogy megnyerje hűségét, átengedte neki Oświęcimet, Bytomot, Mikołówot, Siewierzt és Pszczynát). Magas Boleszláv is visszakapta uralmát, de át kellett engednie öccsének, Konrádnak a głogówi fejedelemséget.

### A mozgawai csata
1195-ben Görbelábú Mieszko unokatestvérével, Jaroszlávval együtt fegyveres rajtaütést hajtott végre Krakkón, melyben Öreg Mieszko uralkodott. A nagy-lengyelországi fejedelem ki akarta használni öccsének, Igazságos Kázmérnak váratlan halálát és meg akarta kaparintani a hatalmat Kis-Lengyelország felett. A krakkói és sandomierzi főurak Mikołaj vajdával az élen azonban más terveket forgattak fejükben és elhatározták, hogy támogatják Kázmér fiát, Fehér Leszeket. A fegyveres összetűzésre Jędrzejów közelében a Mozgawa folyónál került sor. A sziléziai fejedelmek segítségére küldött csapatok későn érkeztek a harcmezőre és akkor bukkantak fel, amikor a csata döntetlen eredménnyel véget ért. Mieszkónak azonban nem adatott meg, hogy békében hazatérjen. Váratlanul az elhagyott csatatéren feltűnt Gaworek sandomierzi palatinus is és a második csata a sziléziaiak fényes győzelmével végződött. Öreg Mieszko Nagy-Lengyelországba történő korábbi visszavonulása azonban a győzelem csak presztízs nyereséget eredményezett.

### Opolei fejedelem
1202-ben unokatestvére, Jaroszláv halála után, aki opolei fejedelem és wrocławi püspök, valamint Boleszláv testvére volt, kihasználva azokat a nehézségeket, melyekkel Szakállas Henrik a hatalom átvételekor találta magát szembe, Mieszko erővel elfoglalta az opolei fejedelemséget. Ez a változás tartósnak bizonyult és az opolei fejedelemséget a racibórzi hfejedelemséghez csatolták.

### Krakkói fejedelem
Görbelábú Mieszko és Szakállas Henrik konfliktusára hamar feledés borult, és már a 13. század első éveiben szoros együttműködés figyelhető meg a nagybácsi és unokaöcs között. Hamarosan meg is hozta gyümölcsét Mieszko életének legnagyobb győzelmével. 1210. június 9-én III. Ince pápa egy meg nem nevezett sziléziai fejedelem tanácsára (ez csak Szakállas Henrik lehetett, mivel ekkor csak neki volt ilyen címe) elrendelte kiközösítés terhe mellett a szeniorátus visszaállítását. Az egész országban zavar támadt, és a gnieznoi érsek Borzykowába zsinatot hívott össze, ahol meg kívánták kísérelni a felmerült problémák megoldását. Mieszko azonban ahelyett, hogy Borzykowába ment volna, a Gryfiták nemzetséghez tartozó főurak támogatásával hadserege élén megtámadta Krakkót, amely a zűrzavar következtében teljesen kihalt. Ez azonban a fejedelem utolsó győzelme volt. Görbelábú Mieszko 1211. május 16-án valószínűleg a krakkói katedrálisban meghalt.

### Családja
Mieszko legtöbbször Racibórzban tartózkodott, ahol brakteáta verésére alkalmas pénzverdét alapított. 1202-ben feleségével együtt Rybnikben apátságot alapított, melyet később fia, Kázmér átköltöztetett Czarnowąsyba, Opole mellé. Ő alapította és lett kegyura a trzebnicai, ołbin wrocławski, tynieci és miechówi kolostoroknak is, ami a racibórzi Piastok széles politikai horizontjáról tanúskodik, mivel az említett helységek, ahol a kolostorok álltak, a szomszédos fejedelemségekben találhatóak, gyakran olyanokban, melyeknek uralkodói Mieszkóval ellentétben álltak. Mieszko halála után az opole-racibórzi hercegség fiára, Kázmérra szállt, Krakkóba pedig Fehér Leszek tért vissza.

## Házassága és utódai
Görbelábú Mieszko valamikor 1170-1178 között kötött házasságot az ismeretlen származású Ludmillával. Nevéből arra következtettek, hogy Csehországból származott, az a hipotézis él, hogy valószínűleg III. Ottó olomouci herceg és Durancija lánya volt. Durancija I. Msztyiszláv kijevi nagyfejedelem leánya volt.
Ebből a házasságból született gyermekei:
- Opolei I. Kázmér (1179–1230),
- Ludmilla (?–1200 u.),
- Ágnes (?–1200 u.),
- Eufrozina (?–1200 u.),
- Riksa (?–1239 u.).

## Családfa
| 4. Ferdeszájú Boleszláv † 1138. október 28.       |  |                                           |  |  |                                                    |
|                                                   |  | 2. Száműzött Ulászló † 1159. május 30.    |  |  |                                                    |
| 5. Kijevi Zbiszláva † 1114                        |  |                                           |  |  |                                                    |
|                                                   |  |                                           |  |  | 1. IV. Mieszko lengyel fejedelem † 1211. május 16. |
| 6. III. Lipót osztrák őrgróf † 1136. november 15. |  |                                           |  |  |                                                    |
|                                                   |  | 3. Babenbergi Ágnes † 1160 és 1163 között |  |  |                                                    |
| 7. Waiblingeni Ágnes † 1143. augusztus 24.        |  |                                           |  |  |                                                    |
|                                                   |  |                                           |  |  |                                                    |